# بطولة أوروبا تحت 19 سنة لكرة القدم 2016
بطولة أوروبا تحت 19 سنة لكرة القدم 2016 (بالإنجليزية: 2016 UEFA European Under-19 Championship)‏ هو الموسم 64 من  بطولة أوروبا تحت 19 سنة لكرة القدم. أقيم بتاريخ 2016، وفاز فيه منتخب فرنسا تحت 19 سنة لكرة القدم. فرق الاتحادات الأعضاء في UEFA. استضافت ألمانيا، التي تم اختيارها من قبل الاتحاد الأوروبي لكرة القدم في 20 مارس 2012، البطولة في الفترة من 11 إلى 24 يوليو 2016.
تنافست ثمانية فرق في البطولة النهائية، وكان اللاعبون المولودون في 1 يناير 1997 أو بعده مؤهلين للمشاركة.
كما هو الحال في الإصدارات السابقة التي أقيمت في السنوات الزوجية، كانت البطولة بمثابة تصفيات الاتحاد الأوروبي لكرة القدم لكأس العالم تحت 20 سنة. تأهلت الفرق الخمسة الأولى إلى نهائيات كأس العالم تحت 20 سنة 2017 في كوريا الجنوبية كممثلين للاتحاد الأوروبي لكرة القدم. وقد انخفض هذا عن الفرق الستة السابقة، حيث قرر الفيفا منح أحد الأماكن المخصصة أصلاً للاتحاد الأوروبي لكرة القدم لاتحاد أوقيانوسيا لكرة القدم بدءًا من عام 2017.

## مؤهل
المقال الرئيسي: تصفيات بطولة أوروبا لكرة القدم تحت 19 سنة 2016
شاركت المنتخبات الوطنية من جميع الاتحادات الأعضاء الـ 54 في الاتحاد الأوروبي لكرة القدم في المنافسة. مع تأهل ألمانيا تلقائيًا كمضيف، خاضت الفرق الـ 53 الأخرى منافسة تأهيلية لتحديد المراكز السبعة المتبقية في البطولة النهائية. تألفت المنافسة التأهيلية من جولتين: الجولة التأهيلية التي جرت في خريف عام 2015، ودور النخبة التي جرت في ربيع عام 2016.